# Gelsa (Spagna)
Gelsa è un comune spagnolo di 1 220 abitanti situato nella comunità autonoma dell'Aragona.